# Fletcher Bowron
Fletcher Bowron (né le 13 août 1887 à Poway, mort le 11 septembre 1968) est un homme politique américain.
Il a été maire de Los Angeles entre 1938 et 1953, soit quatre mandats successifs, ce qui en fait le plus long mandat à l'époque, jusqu'à Tom Bradley qui en a exercé cinq.

## Biographie
Fletcher Boron est né à Poway, de parents ayant émigré du Midwest. Il est le plus jeune d'une fratrie de trois enfants. Diplômé de High-school à Los Angeles en 1904, il rentre à l'Université de Los Angeles à Berkeley de 1907 à 1909, puis à l'Université de Californie du sud de 1909 à 1911.
Il s'engage dans l'armée lors de la guerre de 1914-1918, puis retourne à la vie civile et se marie en 1922.
Entre 1925 et 1926, il est secrétaire exécutif du gouverneur de Californie Richardson. Il est élu maire de Los Angeles en 1938 en tant que démocrate, il succède à Frank L. Shaw.
Il a fait l'objet de la couverture de Time Magazine en 1949
Il est mort d'une attaque cardiaque en 1968.